# リチャード・ストルツマン
リチャード・ストルツマン（英: Richard Stoltzman, 1942年7月12日 - ）は、アメリカ合衆国のクラリネット奏者。

## 略歴
ネブラスカ州オマハ生まれ。父親はアマチュア・ジャズ奏者の鉄道員で、幼少期をサンフランシスコやシンシナティに過ごした。オハイオ州立大学より数学と音楽の両方で学位を取得。その後、イェール大学でキース・ウィルソンに師事し、音楽学で修士号を取得、さらにその後コロンビア大学の博士課程に在籍した。今日では並ぶものの無い名手として知られているが、最初プロ・オーケストラのオーディションを受けたが不合格となり、ストルツマン以前にはソロのプロ・クラリネット奏者という職業が存在しなかったこともあり、歯医者になるか音楽家になるかこの時期に大いに悩んだという。
バーモント州のマールボロ音楽祭でプロの演奏家として活動を始める。1973年には、メシアンの『世の終わりのための四重奏曲』を演奏するためのメンバーを探していたピーター・ゼルキンに誘われ、アイダ・カヴァイフィアン、フレッド・シェリーらと共に現代音楽演奏団体タッシ（TASHI）の創設メンバーに名を連ねた。なお、同曲についてはメシアン自身から指導を受け、そのときの経験がクラリネット奏者としての成長に重要であったと述懐している。ソリストとして、たくさんのオーケストラと共演しているほか、国際的なジャズ・フェスティバルにも参加し、メル・トーメやジョージ・シアリングらと活動をともにしている。
2012年に日本人マリンバ奏者吉田ミカと結婚した。

## 活動・評価
おそらく現在のクラシック音楽界では最も著名なクラリネット奏者で、100以上のオーケストラや多くの室内合奏団との共演のほか、ソロ・リサイタルにも活躍している。レパートリーは幅広く、録音数も多い。モーツァルトやブラームスなどの定番のレパートリーのほか、武満徹やジェラルド・フィンジなども録音している。なお武満は、「タッシ」のために『カトレーン』（1975年）を、ストルツマンのために『ファンタズマ／カントス』（1991年）を作曲している。
リチャード・グードと共演したブラームスのクラリネット・ソナタの録音（1983年受賞）と、エマニュエル・アックスやヨーヨー・マらと共演したブラームスのクラリネット三重奏曲の録音（1996年受賞）により、2度グラミー賞最優秀室内楽演奏賞を獲得している。2005年9月1日にイェール音楽院より長年の活躍を称えて表彰されている。
ストルツマンの特徴として、ジャズやクロスオーバー音楽への積極的な取り組みがあげられる。キース・ジャレット、チック・コリア、エディ・ゴメス、ビル・ダグラス、ゲイリー・バートン、ジェレミー・ウォールらと共演を重ねている。オペラ・アリアをクラリネットで演奏した『Aria!』、バッハの曲をラテン・アメリカ音楽のリズムに乗せてアレンジした『World Beat Bach』など、ユニークな企画のアルバムも多い。アルバム『ニューヨーク・カウンターポイント』では、ジャズとアメリカの現代音楽を特集している。
ストルツマンの奏法は、ダブル・リップ奏法と呼ばれるやや特殊なものである。上の唇で歯を巻いて楽器を構えるもので、カルメン・オッパーマンから学んだ。楽器を歯でくわえて固定せず柔らかく構えることから、吹き方が乱暴にならず、より繊細な表現が可能であるという。クロスオーバー音楽のアルバムなどでは、あたかも人間の声のようなビブラートや音色を楽しむことができる。